# شتوركو
اشتركو (مارك) (بالألمانية: Storkow, Brandenburg) هي بلدة ألمانية تقع في ألمانيا في براندنبورغ. يقدر عدد سكانها بـ 9,439 نسمة .

## توأمة
لشتوركو اتفاقيات توأمة مع كل من:
- Gmina Opalenica [الإنجليزية]‏
- ستايكل